# Nacoleia aurotinctalis
Nacoleia aurotinctalis là một loài bướm đêm trong họ Crambidae.